# جهت‌گزینی

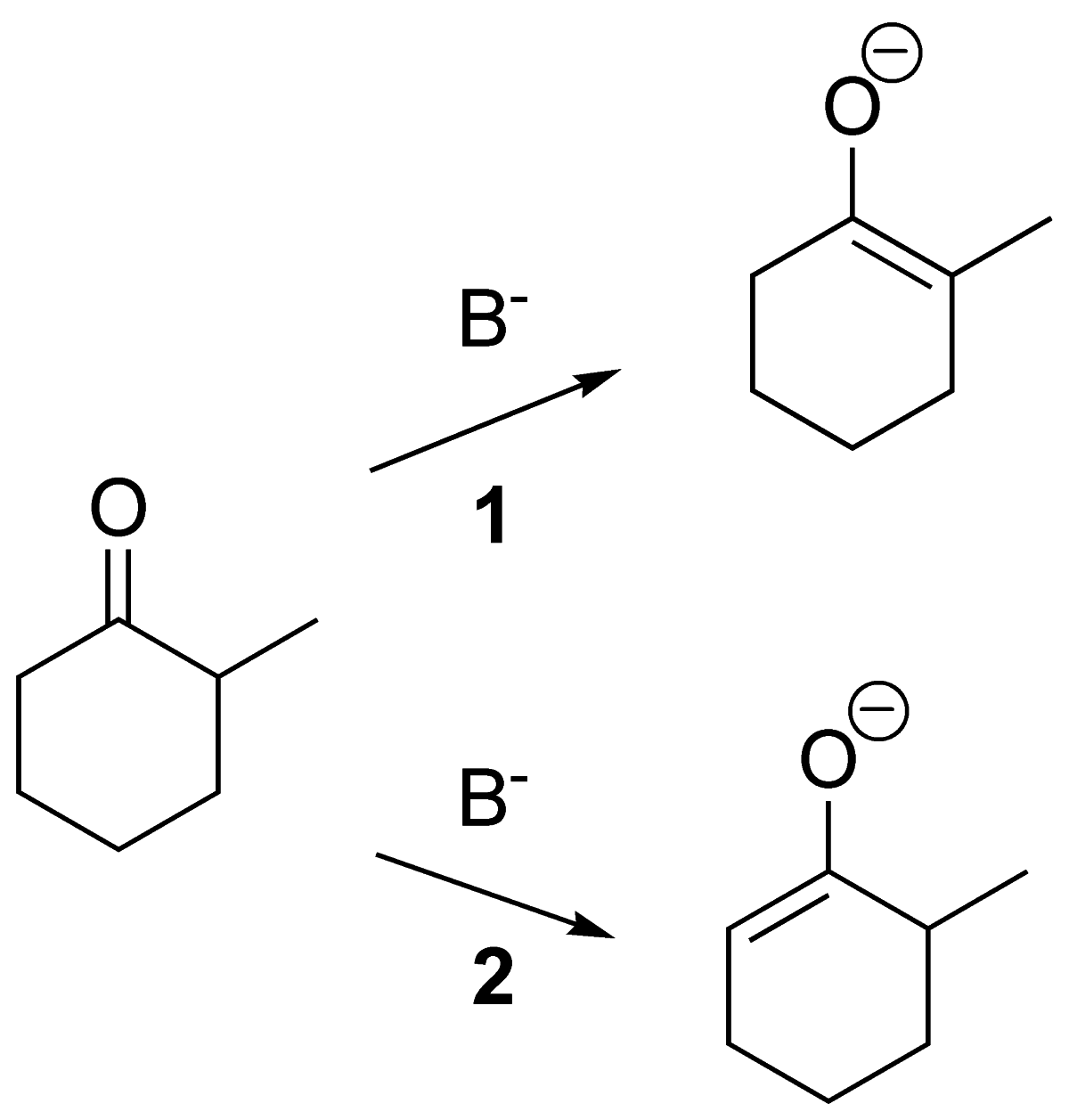
جهت‌گیری متفاوت مولکول ۲-متیل سیکلوهگزانون در مقابل باز

جهت‌گزینی (به انگلیسی: Regioselectivity)، ترجیح انجام واکنش ایجاد یا شکستن پیوند شیمیایی در یک جهت بر سایر جهت‌های ممکن است.   از مواقعی که می‌توان با موضوع جهت‌گیری روبرو شد، زمان افزودن باز یا اسید به پیش‌ماده مستعد است. این که اضافه شدن پروتون اسیدی به یا جداشدن پروتون اسیدی از مولکول پیش‌ماده در کدام بخش آن انجام می‌شود، کاملاً به جهت‌گیری آن مولکول و آن هم به نوبه خود به میزان پایداری ترکیب حدواسط و محصول تولید شده وابسته است. 
یک مثال مشخص برای جهت‌گیری، واکنش تشکیل هالوهیدرین ناشی از افزودن اِن-بروموسوکسین‌ایمید به ۲-پروپنیل بنزن در حلال استون است.  با توجه به ماهیت رادیکالی واکنش، مسیری که طی آن حدواسط رادیکال پایدارتری تولید می‌شود، یعنی بنزیل رادیکال، اولویت بیش‌تری دارد و در نتیجه الکل نوع سوم (مشتق بنزیل الکل) محصول اصلی واکنش است. 